# Natsværmer (dokumentarfilm)
|  | Denne artikel er oprettet af botten Steenthbot ud fra en ekstern database. Den kan derfor have sproglige fejl eller mangler. Denne skabelon kan fjernes efter kontrol af indholdet. |

 For alternative betydninger, se Natsværmer (flertydig). (Se også artikler, som begynder med Natsværmer)
Natsværmer er en dansk portrætfilm fra 2002 instrueret af Katrine Østlund Jacobsen efter eget manuskript.

## Handling
Midnat i det indre København. Edith forlader hver nat ved denne tid sin lejlighed iført lyserød jakke og hvide sokker i gummisandaler. Hun er ikke helt ung, en smule usikker på de spinkle ben, og alligevel nærmest svæver hun afsted. Alene og i egne tanker. Øjnene er belagt med blåt, læberne med rødt. Engang var Edith cirkusprinsesse, rejste rundt i kulørte campingvogne med sin mand og tre børn. Nu er hun mest sammen med storbyens katte om natten. To af hendes børn er døde fra hende. "Natsværmer" følger Edith på hendes natterute gennem byen, tager med hende tilbage i tid, gennem mørnede avisklip og private smalfilm fra dengang, hele familien levede, og lader hende fortælle om at miste alt for meget og alligevel blive ved med at gå.

## Medvirkende
- Edith Waltersdorff